# Donnie Van Zant
Donald "Donnie" Van Zant (* 11. června 1952 v Jacksonville, Florida, Spojené státy) je americký rockový zpěvák a kytarista, nejvíce známý jako člen skupiny 38 Special, kterou založil v roce 1975. Jeho starší bratr Ronnie byl původní frontman a zpěvák Lynyrd Skynyrd, který přišel o život při leteckém neštěstí v roce 1977 v Mississippi spolu s dalšími dvěma členy kapely. Jeho mladší bratr Johnny je současný frontman Lynyrd Skynyrd. Donnie a Johnny také vystoupí společně ve skupině Van Zant.